# Fahrenbach
Fahrenbach là một thị xã nằm ở huyện Neckar-Odenwald-Kreis, thuộc bang Baden-Württemberg, Đức.

## Hành chính
Fahrenbach bao gồm 3 thôn:
- Fahrenbach, dân số 1335 người
- Robern, dân số 699 người
- Trienz, dân số 808 người